# تكلفة حدية

منحنى التكلفة الحدية مع الإيراد الحدي

التكلفة الحدية أو التكلفة الهامشية (بالإنجليزية Marginal Cost) وهي تمثل مجموع التكاليف المتغيرة التي يتحملها المشروع أو المنشأة في سبيل إنتاج السلع أو الخدمات.

## تعريف
التكلفة الحدية :  هي التغير في التكلفة الكلية نتيجة تغير الكمية المنتجة بوحدة واحدة، أي أنها تكلفة إنتاج وحدة واحدة إضافية

بصورة عامة، التكلفة الحدية في كل مستوى من مستويات الإنتاج تشمل أي تكاليف إضافية مطلوبة لإنتاج الوحدة الاضافية.

على سبيل المثال، إذا كان إنتاج مركبة إضافية في مصنع للمركبات يتطلب، بناء مصنع جديد، فالتكلفة الحدية لهذه المركبة الاضافية تشمل تكلفة المصنع الجديد.

عمليا، ينقسم تحليل التكلفة الحدية إلى التحليل على المدى القصير والمدى الطويل الأمد.

نلاحظ من الشكل أن منحنى التكلفة الحدية (MC) ينحدر من أعلى إلى أسفل وإلى اليمين، ويصل إلى أدنى حد ممكن، ثم يتجه من أسفل إلى أعلى وإلى اليمين. أي أن التكلفة الحدية نتناقص خلال الإنتاج في المراحل الأولى ثم تصل إلى حدها الأدنى، ثم تبدأ بالزيادة بشكل كبير في المراحل اللاحقة للعملية الإنتاجية.

## حساب التكلفة الحدية
التكلفة الحدية = التغير في التكلفة الكلية/التغير في الكمية المنتجة
يمكن التعبير عن التكلفة الحدية على النحو التالي:

{\displaystyle MC={\frac {\Delta TC}{\Delta Q}}}
أو بالشكل التالي:

{\displaystyle MC={\frac {dTC}{dQ}}}

## مثال على التكلفة الحدية
بفرض لدينا شخص ما قام بدعوة أصدقائه إلى عشاء مؤلف من صحن من السلطة لكل شخص
وكان عدد المدعوين خمسة، ومع افتراض أنه هو لن يأكل.

وكانت تكاليف صحن السلطة كما يلي

تكلفة مكونات الصحن الواحد من الخضار : التكلفة = 1.

تكلفة اليد العاملة لإعداد وجبة كبيرة من السلطة : 15 دقيقة تكلف 15 (كل دقيقة تكلف 1).

أي التكلفة الكلية للعشاء 5 + 15 = 20

متوسط التكلفة أو التكلفة المتوسطة للشخص الواحد = 20 مقسمة على 5 (عدد الضيوف) = 4

إذا قام بدعوة شخص إضافي ستصبح التكلفة الكلية 21 (طبعا بافتراض ان تكلفة اليد العاملة نفسها أي أننا لن نحتاج طباخ اضافي) 15 وتكلفة الخضار للشخص السادس 1

هنا التكلفة الحدية ستكون 21-20=1 بينما التكلفة المتوسطة لكل شخص = 21 / 6 = 3,5

نلاحظ أن التكلفة المتوسطة انخفضت بينما التكلفة الحدية بالنسبة للشخص السادس هي أقل من التكلفة المتوسطة.

هذا المثال يوضح أثر عوائد السعة ويظهر دور زيادة الإنتاج في خفض متوسط التكلفة.

لكن في مثالنا لو أن الشخص قام بدعوة شخص سابع سيضطر لدفع تكلفة يد عاملة إضافية لإعداد وجبة ثانية (بافتراض أن الوجبة الواحدة التي يحضرها طباخ واحد لاتكفي أكثر من ست أشخاص)

إذا التكلفة الكلية ستصبح :
تكلفة الخضار لسبع اشخاص 7 + تكلفة اليد العاملة (15 + 15) = 37 .
أي أن التكلفة الحدية للمدعو السابع ستكون 37 - 21 = 16

## اقرأ أيضًا
- إيراد حدي
- عوائد السعة
- وحدة التكاليف
- تكلفة التخفيض الحدي
- التكلفة الكلية
- التكلفة المتوسطة
- كفاءة
- تكلفة ثابتة
- تكلفة متغيرة
- تكلفة كلية
- النظرية الحدية
- نظرية الإنتاجية الحدية للعمل